# La Pouquelaye de Faldouet

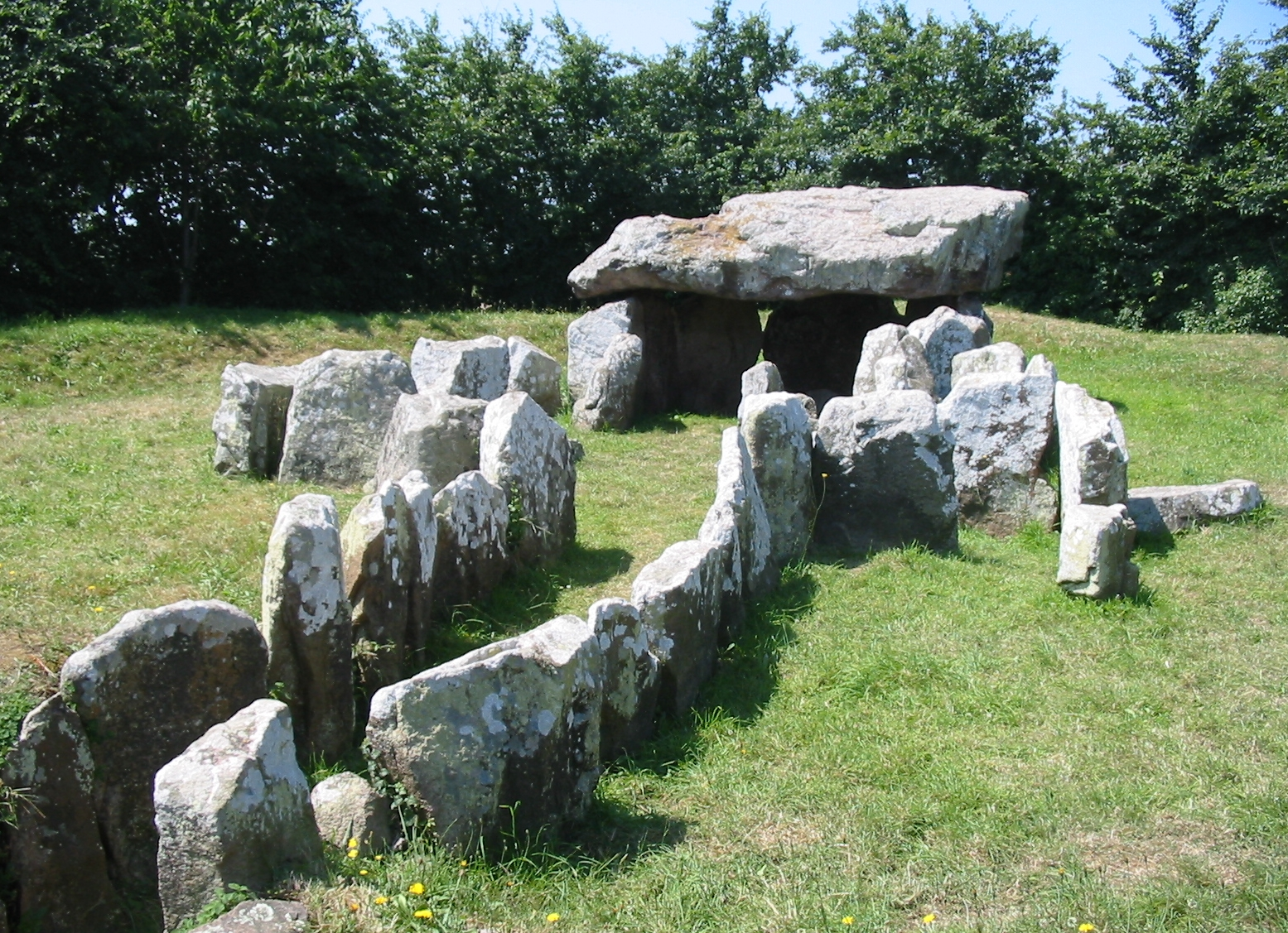
La Pouquelaye de Faldouet

La Pouquelaye de Faldouet – neolityczny grobowiec korytarzowy położony w parafii Saint Martin na wyspie Jersey.
Położony na wysokim wzniesieniu nieopodal Anne Port grobowiec datowany jest na ok. 4000-3200 p.n.e. Wzmiankowany jest po raz pierwszy w relacji Jeana Poingdestre z 1682 roku. W 1839 roku F.C. Lukis sporządził jego szkic. Grobowiec zorientowany jest wzdłuż osi wschód-zachód. Składa się z pojedynczej komory grobowej w kształcie podkowy, poprzedzonej przedsionkiem z pięcioma bocznymi niszami. Komora nakryta jest wielkim ryolitowym głazem o wadze około 23 ton, który został sprowadzony na miejsce z odległości co najmniej 300 m. Pierwotnie grobowiec otoczony był podwójnymi koncentrycznymi kręgami z wolno stojących kamieni i tzw. suchego muru. W trakcie prowadzonych w 1910 i 1932 roku prac archeologicznych w grobowcu odkryto fragmenty ceramiki oraz wykonane z kamienia narzędzia i ozdoby.